# ماده کامپوزیت

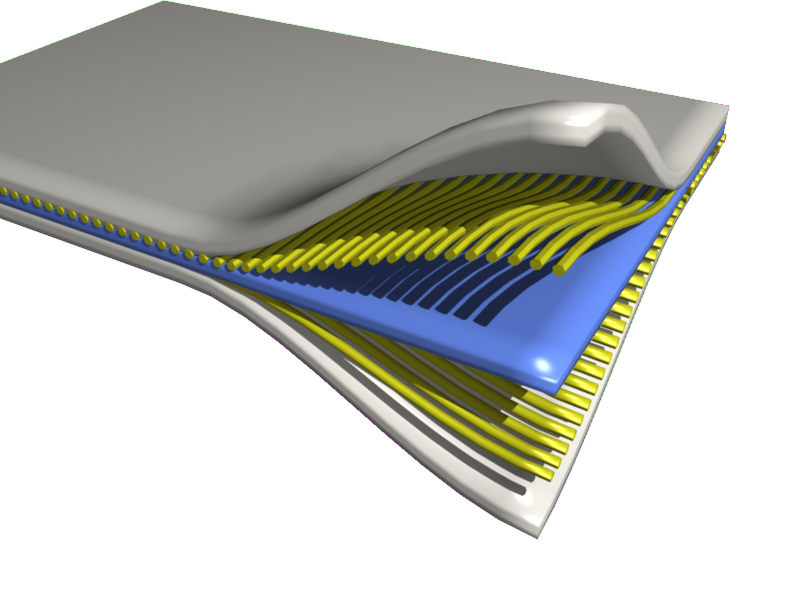
کامپوزیت‌ها از ترکیب مواد با هم تشکیل می‌شوند و یک ساختار کلی با خواص متفاوت از اجزای جداگانه را تشکیل می‌دهند.

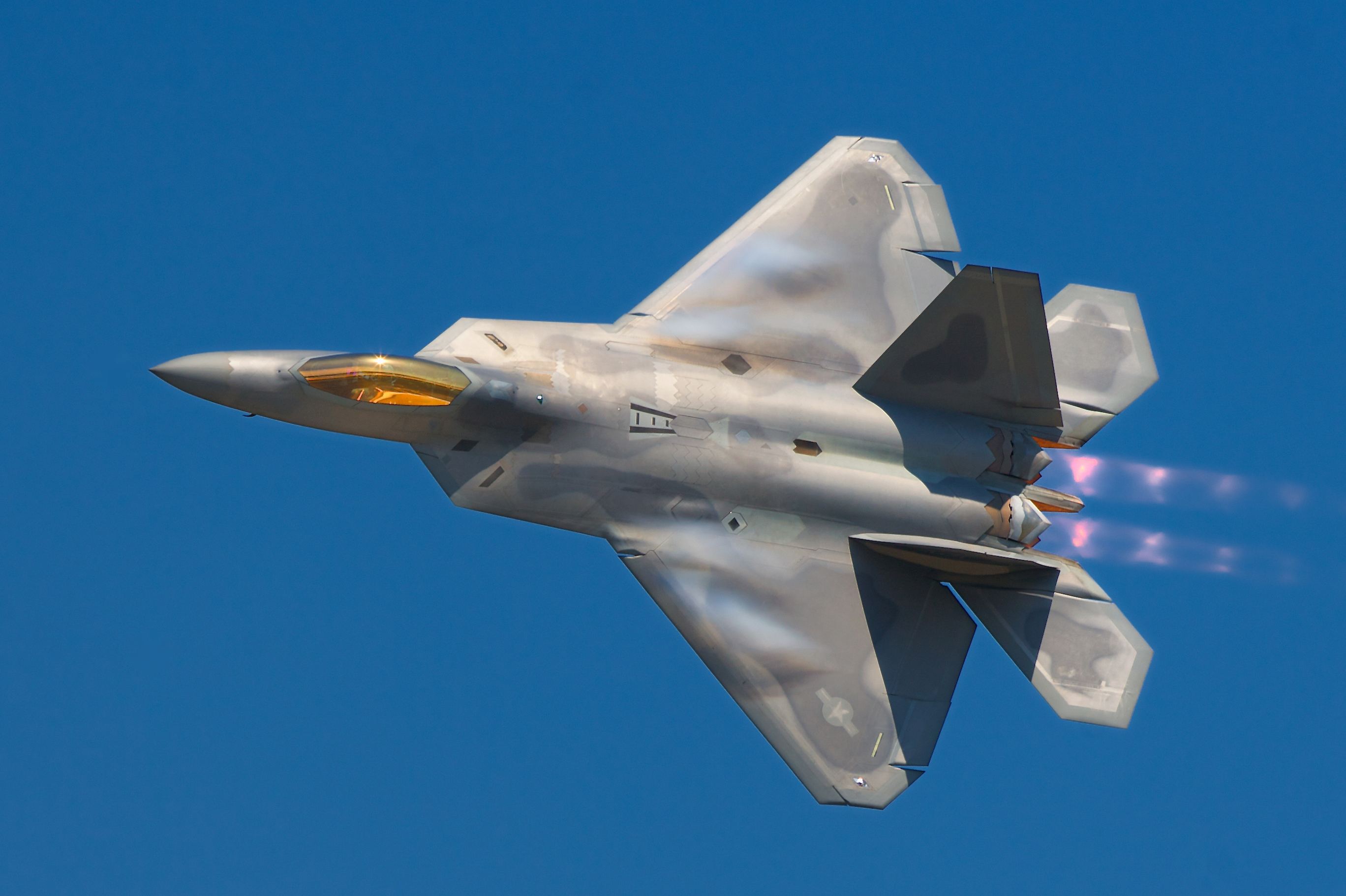
حدود ۲۴٪ از مواد سازنده هواپیمای جنگنده F-22 Raptor بر اساس وزن، مواد کامپوزیتی هستند. سرعت، برد، و قابلیت مانور بالا و همچنین رادارگریزی بیشتر این جنگنده مدیون استفاده از این مواد کامپوزیتی است.

مواد کامپوزیتی (به انگلیسی: Composite materials)، ماده مرکب یا چندسازه که به صورت خلاصه کامپوزیت گفته می‌شود، یک جامد غیر یکنواخت است که از دو یا چند ماده مختلف تشکیل شده‌است که به صورت مکانیکی یا متالورژیکی، بهم پیوند خورده‌اند. هر یک از اجزای مختلف هویت، ساختار و خصوصیات مشخصه خود را در کامپوزیت حفظ می‌کند. سطح مشترک بین مواد کاملاً قابل تشخیص است و ماده کامپوزیت حاصله دارای ترکیبی از خصوصیات است که هر یک از مواد تشکیل دهنده به تنهایی امکان داشتن این ترکیب از خصوصیات را ندارند. طبق تعریف انجمن فلزات آمریکا، به ترکیب ماکروسکوپی دو یا چند مادهٔ مجزا که سطح مشترک مشخصی بین آن‌ها وجود داشته باشد، کامپوزیت گفته می‌شود. این موادِ تشکیل‌دهنده خواص شیمیایی و فیزیکی کاملاً متفاوتی دارند و برای ساخت ماده‌ای که شبیه به هیچ‌کدام از این مواد مجزا نیست با هم ادغام می‌شوند. این مواد در داخل ماده جدید، مجزا و قابل تفکیک باقی می‌مانند و این موضوع، وجه تمایز کامپوزیت‌ها از مخلوط‌ها و محلول‌های جامد است.
مواد کامپوزیت مهندسی متداول عبارتند از:
- بتن مسلح
- چوب کامپوزیتی مانند تخته چندلا
- پلاستیک‌های تقویت شده، مانند پلیمر تقویت شده با الیاف یا فایبرگلاس
- کامپوزیت‌های زمینه سرامیکی (سرامیک‌های کامپوزیتی و زمینه‌های فلزی)
- کامپوزیت‌های زمینه فلزی
- و مواد کامپوزیتی پیشرفته

اخیراً محققان همچنین شروع به افزودن قابلیت‌هایی از قبیل احساس، تحریک، محاسبه و برقراری ارتباط به کامپوزیت‌ها کرده‌اند، که به آن مواد رباتیک می‌گویند.
مواد کامپوزیتی معمولاً در ساخت اجزای ساختمان‌ها، پل‌ها و سازه‌هایی مانند بدنه قایق، پنل‌های استخرهای شنا، بدنه اتومبیل‌های مسابقه‌ای، غرفه‌های دوش، وان‌ها، مخازن ذخیره‌سازی، و گرانیت بدلی استفاده می‌شود. از پیشرفته‌ترین نمونه‌های مواد کامپوزیتی معمولاً در فضاپیماها و هواپیماها در شرایط محیطی بسیار چالش‌برانگیز استفاده می‌شود.

## اصول علمی

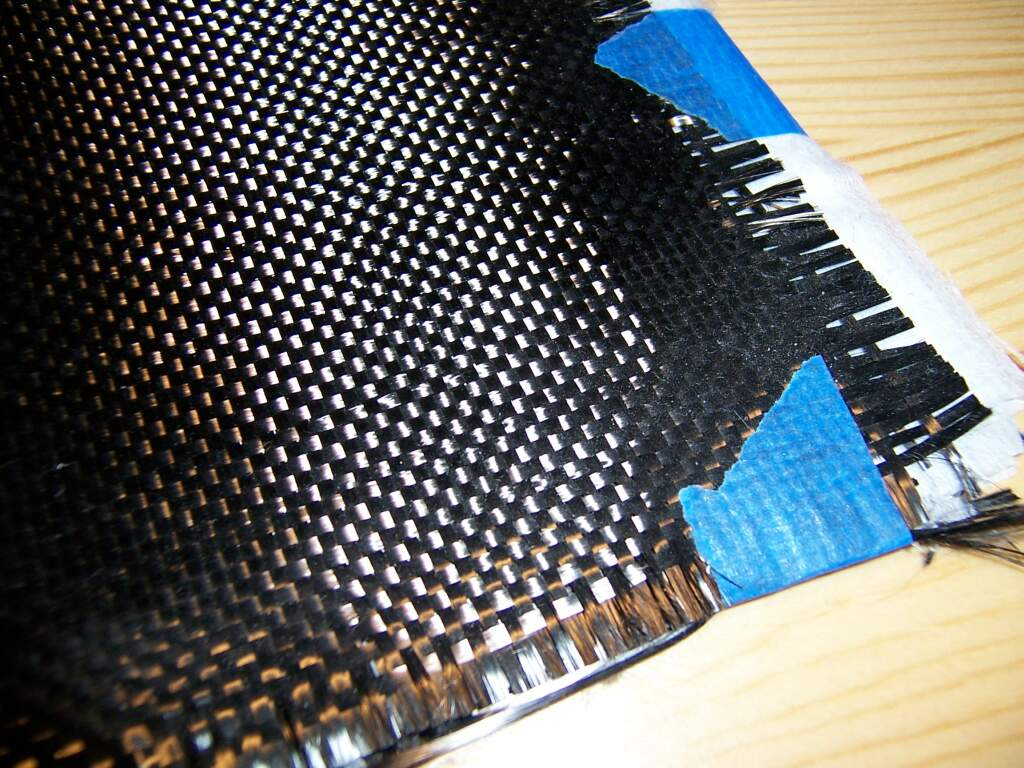
پارچه الیاف کربن با بافت ساده.

مواد کامپوزیتی از دو یا چند ماده مجزا ساخته می‌شوند. در این زمینه می‌توان گفت که خواص ماده کامپوزیت ایجاد شده برتر از هر کدام از آنها به صورت منفرد است. کامپوزیت‌های پیشرفته به معنای واقعی کلمه مواد «طراحی شده» هستند به این معنا که مهندس می‌تواند هم هویت مواد و هم ترتیب فیزیکی آنها را کنترل کند تا آنها را با خصوصیات بسیار خاص بسازد.

### ساختار و ترکیب

#### ۱-زمینه
سه نوع ماده زمینه (matrix) اصلی وجود دارد: پلیمر، فلز و سرامیک. ماتریس‌ها، الیاف (یا سایر مواد تقویت کننده مانند ذرات، پلاکت‌ها، و الیاف کوتاه) را نگه داشته و آنها را در مقابل آسیب‌های محیطی و فیزیکی حفاظت می‌کنند. جدا نگه داشتن الیاف باعث کاهش ترک خوردگی و توزیع مساوی بار بین تمام الیاف می‌شود؛ بنابراین، ماتریس به خصوصیات کامپوزیت‌ها کمک زیادی می‌کند. قابلیت کامپوزیت‌ها در مقاومت در برابر گرما یا هدایت گرما یا الکتریسیته در درجه اول به خصوصیات ماتریس بستگی دارد، زیرا این فاز پیوسته‌است. در نتیجه انتخاب ماده زمینه بستگی به خصوصیات ماده ای دارد که قصد طراحی آن را داریم.

#### ۲-تقویت‌کننده‌ها

نمودار مقاومت کلی یک ماده کامپوزیت به عنوان تابعی از کسر حجم فیبر، که با شرایط مرزی حد بالا (isostrain یا کرنش ثابت) و حد پایین (isostress یا تنش ثابت) محدود شده‌است.

استحکام، سفتی و چگالی مواد کامپوزیت بستگی زیادی به جنس ماده تقویت کننده دارد. مقاومت کششی نهایی کامپوزیت نتیجه هم افزایی بین ماده تقویت کننده و ماده زمینه است. ماتریس باعث تقسیم بار در بین تمام الیاف شده و ماده را تقویت می‌کند. انواع اصلی تقویت کننده‌ها شامل الیاف پیوسته، ناپیوسته (الیاف کوتاه)، ویسکرها (یک کریستال واحد از مواد به شکل یک رشته) و مواد ذره ای هستند.
عناصر انتخاب شده به‌عنوان تقویت کننده معمولاً عناصری با شماره اتمی پایین در گروه‌های ۲، ۱۳، ۱۴، ۱۵ و ۱۶ هستند، زیرا صفات مهندسی مطلوبی از قبیل وزن سبک، استحکام و سفتی بالا دارند. این عناصر یا ترکیبات این عناصر را می‌توان به انواع مختلفی از تقویت کننده‌ها تبدیل کرد. پیوند کووالانسی پایدار به استحکام و سفتی ترکیبات ساخته شده کمک می‌کند.

### خواص مواد کامپوزیت
سه عامل عمده خصوصیات و عملکرد کامپوزیت‌ها را تعیین می‌کنند:
1. خصوصیات هر یک از مواد تشکیل دهنده اصلی،
2. اندازه، شکل، کمیت و توزیع ماده تقویت کننده، و
3. کارایی اتصال ایجاد شده بین ماده زمینه و ماده تقویت کننده در انتقال تنش بین رابط.

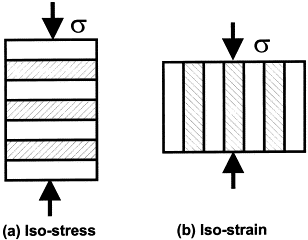
شکل a) شرایط Isostress (تنش ثابت) را نشان می‌دهد که مواد کامپوزیتی عمود بر نیروی اعمال شده هستند و b) شرایط isostrain (کرنش ثابت) است که لایه‌ها به موازات نیرو قرار دارند.

یک ماده کامپوزیت با الیاف پیوسته تک جهته (unidirectional)، در راستای محور الیاف محکم و قوی بوده ولی در راستای عمود بر آن بسیار ضعیف تر است. خواص کامپوزیت الیاف کوتاه می‌تواند به خصوصیات کامپوزیت الیاف مداوم شباهت داشته باشد، در صورتی که الیاف با هم هم‌راستا باشند، در غیر این صورت خواص آنها کاملاً متفاوت است. هر چه جهت الیاف تصادفی‌تر باشد، خواص کامپوزیت ایجاد شده همسان‌گردتر خواهد بود.

## نمونه‌ها

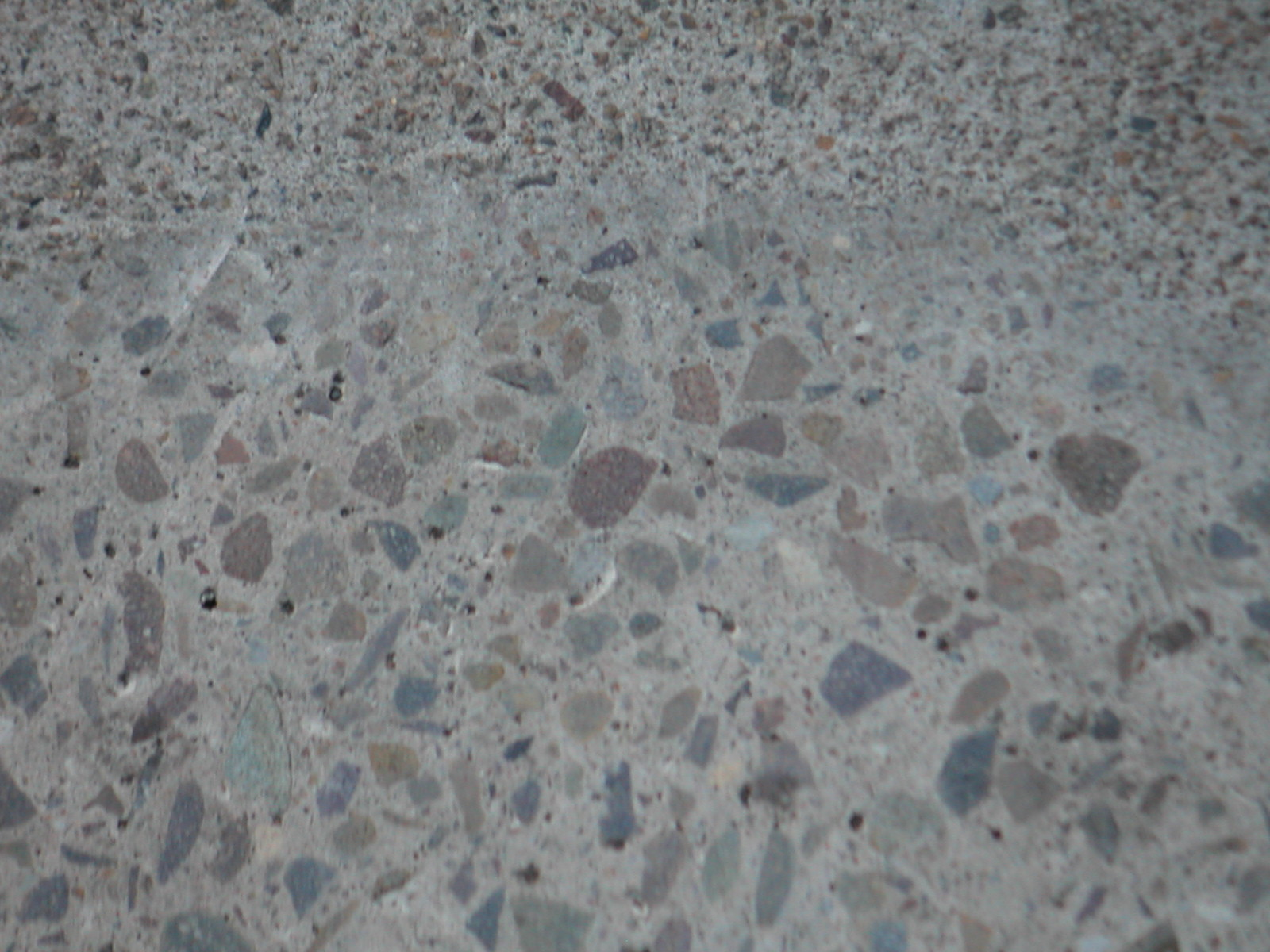
بتن یک ماده کامپوزیت بسیار متداول و ارزان قیمت است.

بتن، متداول‌ترین ماده کامپوزیت مصنوعی است و به‌طور معمول شامل سنگ‌های سستی است که با زمینه ای سیمانی در کنار هم نگهداری می‌شوند. بتن ماده ای نسبتاً ارزان قیمت است که تحت نیروهای فشاری نسبتاً زیاد فشرده و شکسته نمی‌شود. با این حال، بتن نمی‌تواند در برابر بارگذاری کششی دوام بیاورد (یعنی اگر کشیده شود به سرعت از هم می‌پاشد). در نتیجه برای اینکه به بتن قابلیت مقاومت کششی داده شود آن را با میلگردهای فولادی تقویت می‌کنند تا بتن مسلح ساخته شود.

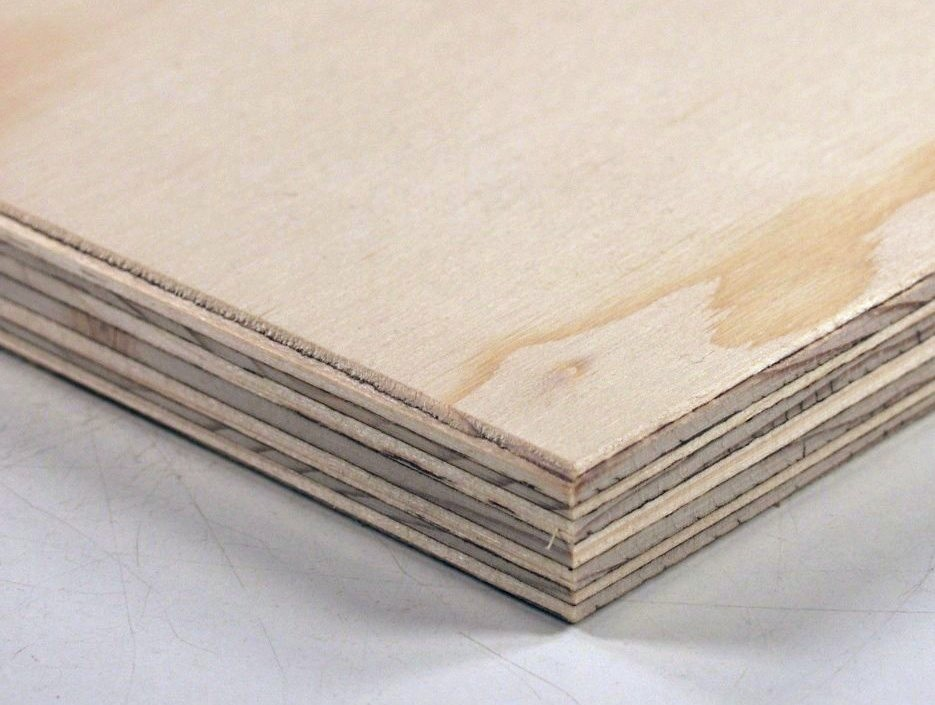
تخته چندلا که در ساخت و ساز کاربرد فراوانی دارد.

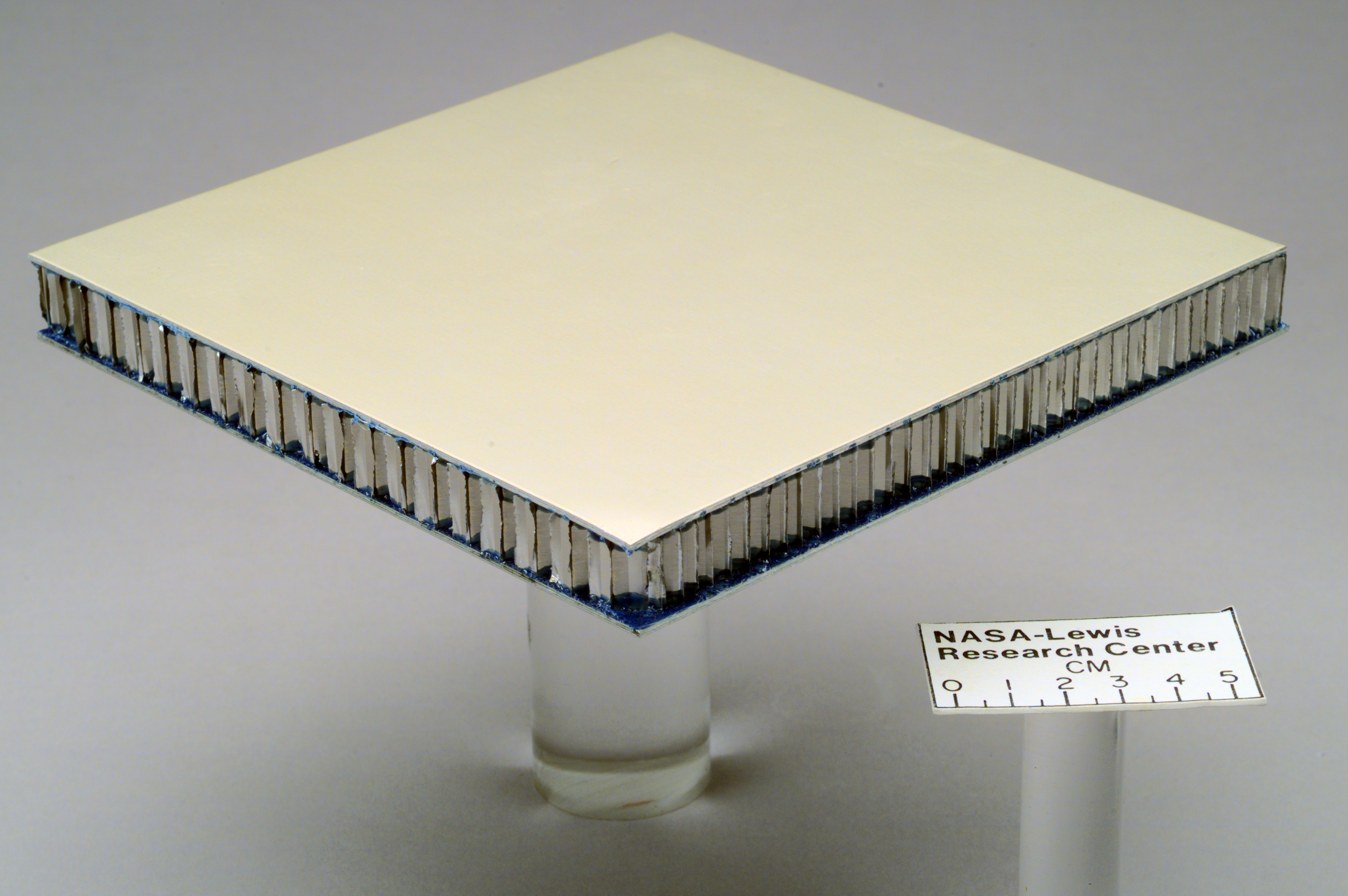
یک ساندویچ پنل کامپوزیتی که برای آزمایش در ناسا ساخته شده‌است.

پلیمرهای تقویت شده با الیاف شامل پلیمر تقویت شده با الیاف کربن و پلاستیک تقویت شده با شیشه است. اگر آنها را بر اساس ماده زمینه طبقه‌بندی کنیم، کامپوزیت‌هایی که خواهیم داشت عبارتند از: کامپوزیت‌های ترموپلاستیکی، ترموپلاستیک‌های الیاف کوتاه، ترموپلاستیک‌های تقویت شده با الیاف بلند. کامپوزیت‌های ترموست فراوانی نیز وجود دارند، از جمله پنل‌های کامپوزیت کاغذی. بسیاری از سیستم‌های پیشرفته زمینه پلیمری ترموست معمولاً الیاف آرامید یا کربنی را در یک زمینه رزین اپوکسی ترکیب می‌کنند.
در ساخت کامپوزیت‌ها می‌توان از تقویت کننده‌های فلزی برای زمینه‌های فلزی استفاده کرد، برای مثال کامپوزیت‌های زمینه فلزی (MMC), یا از تقویت کننده‌های سرامیکی در زمینه‌های سرامیکی استفاده کرد، برای مثال کامپوزیت‌های زمینه سرامیکی (CMC) این گونه هستند.

## کاربردها
مواد کامپوزیتی تقویت شده با الیاف علی‌رغم اینکه عموماً قیمت بالایی دارند، محبوبیت زیادی در محصولات عملکرد-بالا به‌دست آورده‌اند. این مواد عموماً باید خواصی از قبیل وزن سبک، و در عین حال استحکام بالا برای جذب بارها در شرایط دشوار را داشته باشند. از این مواد برای مثال در ساخت قطعات هوافضایی (مانند دم هواپیما، بال‌ها، بدنه هواپیما، و ملخ)، بدنه قایق و پاروها، فریم دوچرخه‌ها و بدنه خودروهای مسابقه ای استفاده می‌شود. از دیگر موارد استفاده می‌توان به چوب ماهیگیری، مخازن ذخیره‌سازی، پنل‌های استخر و چوب بیس بال اشاره کرد. سازه‌های بوئینگ ۷۸۷ و ایرباس A350 شامل بال و بدنه عمدتاً از مواد کامپوزیتی تشکیل شده‌است.
کامپوزیت‌های کربنی ماده اصلی در ساخت ماهواره برها و سپر حرارتی مرحله بازگشت به جو فضاپیماها است. از این کامپوزیت‌ها همچنین به‌طور گسترده‌ای در ساخت زیرلایه‌های صفحات خورشیدی، بازتابنده‌های آنتن و یوک‌های فضاپیما استفاده می‌شود. علاوه بر این، سیستم‌های ترمز دیسکی هواپیماها و اتومبیل‌های مسابقه ای از کامپوزیت‌های کربن/کربن استفاده می‌کنند و به تازگی مواد کامپوزیت با الیاف کربن و زمینه کاربید سیلیسیم در خودروهای لوکس و اتومبیل‌های اسپورت معرفی شده‌اند.
امروزه بال‌های توربین‌های بادی در اندازه‌هایی به طول ۵۰ متر از کامپوزیت‌ها ساخته می‌شوند.

## دسته‌بندی
انواع بسیار زیادی از مواد کامپوزیتی و چندین روش برای دسته‌بندی آنها وجود دارد. یکی از این روش‌ها بر اساس هندسه آنهاست و سه خانواده اصلی وجود دارد: کامپوزیت‌های لایه ای (برای مثال تخته سه لا)، کامپوزیت‌های ذره ای (برای مثال سنگ‌های سنباده)، و کامپوزیت‌های تقویت شده با الیاف (برای مثال فایبرگلاس).

### دسته‌بندی کامپوزیت‌ها از دیدگاه زیستی
- کامپوزیت‌های طبیعی. مانند استخوان، ماهیچه، چوب و …
- کامپوزیت‌های مصنوعی (مهندسی)

### دسته‌بندی کامپوزیت‌های مهندسی از لحاظ فاز زمینه
- CMC (کامپوزیت‌های با زمینهٔ سرامیکی) (به انگلیسی: Ceramic Matrix Composite)
- PMC (کامپوزیت‌های با زمینهٔ پلیمری) (به انگلیسی: Polymer Matrix Composite)
- MMC (کامپوزیت‌های با زمینهٔ فلزی) (به انگلیسی: Metal Matrix Composite)

### دسته‌بندی کامپوزیت‌ها از لحاظ نوع تقویت‌کننده
- FRC (کامپوزیت‌های تقویت شده با الیاف)
- PRC (کامپوزیت‌های تقویت شده توسط ذرات)
- WRC (کامپوزیت‌های تقویت شده توسط ویسکرز)

### کامپوزیت‌های سبز (کامپوزیت‌های زیست‌تجزیه‌پذیر)
در این‌گونه کامپوزیت‌ها، فاز زمینه و تقویت‌کننده، از موادی که در طبیعت تجزیه می‌شوند، ساخته می‌شوند. در کامپوزیتهای سبز، معمولاً فاز زمینه از پلیمرهای سنتزی قابل جذب بیولوژیکی و تقویت‌کننده‌ها از فیبرهای گیاهی ساخته می‌شوند.

## روش‌های ساخت

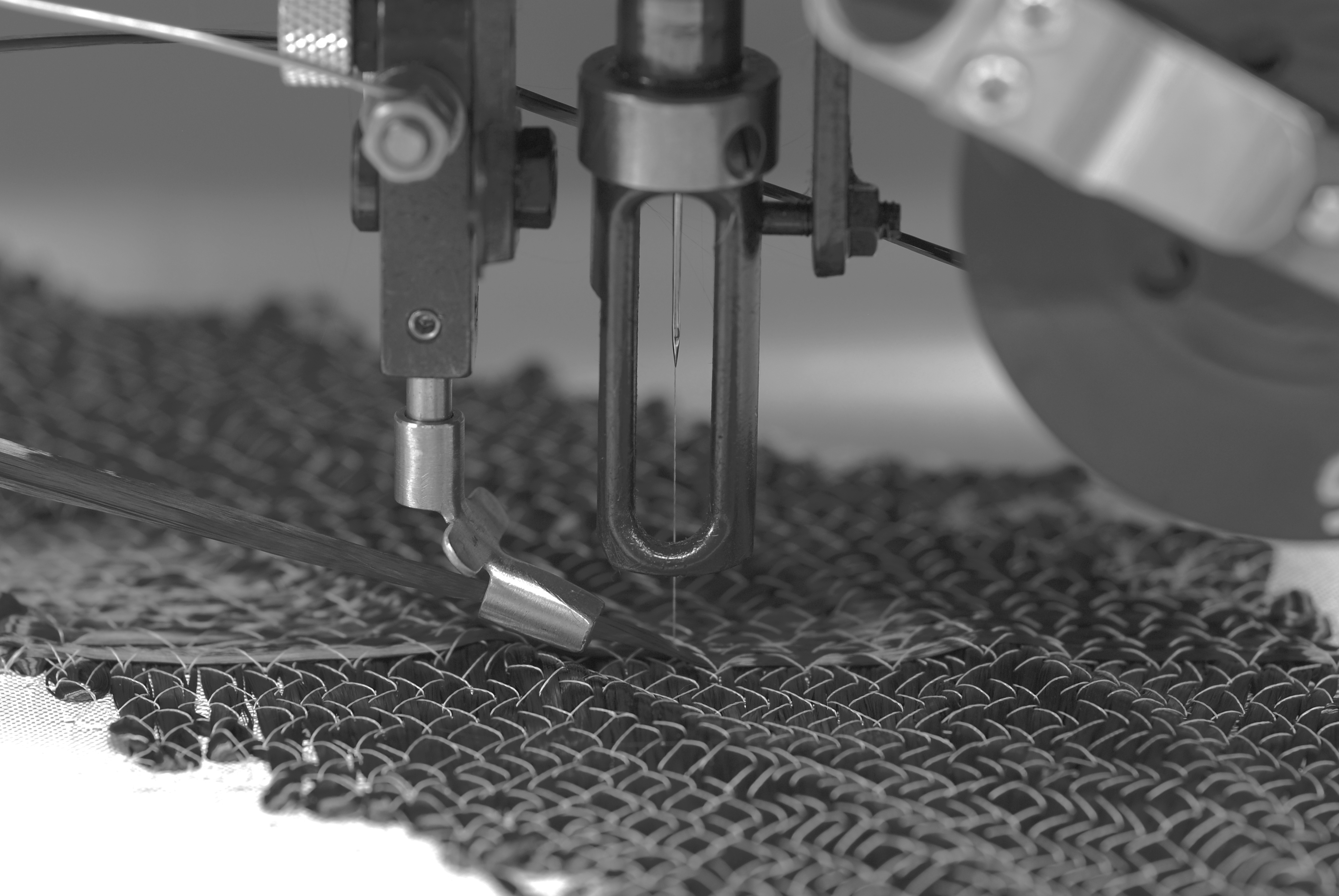
فرایند گمارش الیاف دوختنی.

به‌طور معمول، ساخت کامپوزیت‌ها شامل خیساندن، مخلوط کردن یا اشباع تقویت کننده با ماده زمینه است. سپس توسط گرما یا واکنش شیمیایی ماده زمینه سفت شده و یک ساختار صلب ایجاد می‌شود. معمولاً عملیات در یک قالب شکل دهی باز یا بسته انجام می‌شود، اما ترتیب و روش‌های افزودن مواد تشکیل دهنده به‌طور قابل توجهی با هم متفاوت است. ساخت قطعات کامپوزیتی با طیف گسترده‌ای از روش‌ها انجام می‌شود، از جمله: گمارش خودکار الیاف، فرایند انبارش افشانه ای فایبرگلس، رشته پیچی، فرایند لانکسید، گمارش الیاف دوختنی، تافت زنی، و Z-pinning.

### سایر روش‌های ساخت
سایر انواع ساخت کامپوزیت‌ها عبارتند از: ریخته‌گری، ریخته‌گری گریز از مرکزی، قیطانی بافی (بر روی یک فورمر یا شکل دهنده)، ریخته‌گری پیوسته، قالب‌گیری پرسی، قالب‌گیری انتقالی، قالب‌گیری پالتروژن، شکل دهی لغزشی. روش‌های شکل دهی دیگری نیز وجود دارد: از جمله رشته پیچی CNC، تزریق در خلاء، انبارش خیس، و قالب‌گیری فشاری. در بعضی از روش‌ها همچنین به پخت در کوره (curing oven) و رنگ کاری نیاز است.

## مراحل طراحی کامپوزیت‌ها
1. گردآوری اطلاعات در خصوص کاربرد قطعه (نیروهای استاتیک، دینامیک و شرایط محیطی)
2. مشخصات اولیه قطعه (مواد، ابعاد و چیدمان لایه‌ها)
3. زمان و هزینه
4. بررسی روش‌های محاسباتی (تحلیل و عددی)
5. شناسایی روش‌های ساخت
6. نحوه مونتاژ (روش‌های اتصال قطعات)
7. بهینه‌سازی (وزن کم، استحکام بالا و هزینه پایین)[۳۸]

## مزایای مواد کامپوزیتی
مهم‌ترین مزیت مواد کامپوزیتی آن است که با توجه به نیازها، می‌توان خواص آن‌ها را کنترل کرد. به‌طور کلی مواد کامپوزیتی دارای مزایای زیر هستند:
- مقاومت مکانیکی بالا نسبت به وزن
- مقاومت بالا در برابر خوردگی
- خصوصیات خستگی عالی نسبت به فلزات
- خواص عایق حرارتی خوب
- به دلیل صلبیت بیشتر، تحت یک بارگذاری معین، خیز کمتری (بعضاً ده‌ها برابر کمتر) نسبت به فلزات دارند
- استحکام بالا
- نسبت حجم به وزن کم
- سبک بودن گاهی تا چندین برابر مستحکم تر از فولاد با وزنی با چندین برابر کمتر
- هزینه کمتر و صرفه‌جویی اقتصادی

## مطالعهٔ بیشتر
- V.K. Tewary, Mechanics of Fibre Composites, John Wiley & Sons, New York, 1978
- J.R. Vinson and T.W. Chou, Composite Materials and their use in structures, John Wiley & Sons, New York, 1975
- COMPOSITE MATERIALS HANDBOOK: VOLUME 4. METAL MATRIX COMPOSITES, UNITED STATES OF AMERICA DEPARTMENT OF DEFENSE HANDBOOK, Rev. 21 September 1999.
- خوشروی غیاثی، عمران، فناوری ساخت مواد مرکب، مشهد، عمران خوشروی غیاثی، ۱۳۹۲.